# Lee Yong
Lee Yong (kor. 이용, ur. 24 grudnia 1986 w Seulu) – południowokoreański piłkarz występujący na pozycji obrońcy w reprezentacji Korei Południowej, zawodnik Jeonbuk Hyundai Motors.
Znalazł się w kadrze na Mistrzostwa Świata 2014.

## Życiorys

### Kariera klubowa
W latach 2010–2016 był zawodnikiem południowokoreańskiego klubu Ulsan Hyundai FC, skąd wypożyczony był do Sangju Sangmu FC.
1 lutego 2017 podpisał kontrakt z koreańskim klubem Jeonbuk Hyundai Motors, umowa do 31 grudnia 2023; bez odstępnego. 

### Kariera reprezentacyjna
W seniorskiej reprezentacji Korei Południowej zadebiutował 24 lipca 2013 na stadionie Hwaseong Stadium (Hwaseong, Korea Południowa) w turnieju piłkarskim Puchar Azji Wschodniej przeciwko reprezentacji Chin.

## Sukcesy

### Klubowe
Ulsan Hyundai FC
- Zwycięzca Pucharu Ligi Koreańskiej: 2011
- Zwycięzca Azjatyckiej Ligi Mistrzów: 2012
- Zdobywca drugiego miejsca K League 1: 2013

Sangju Sangmu FC
- Zwycięzca K League 2: 2015

Jeonbuk Hyundai Motors
- Zwycięzca K League 1: 2017, 2018, 2019